# 南丹格朗
南丹格朗是印度尼西亞的城市，由萬丹省負責管轄，位於該國東南部爪哇島西部，面積147.19平方公里，2010年人口1,303,569，人口密度為每平方公里8,900人。

## 外部連結
- （印尼文）Official website （页面存档备份，存于）
- （印尼文）Global South Tangerang
- （印尼文）South Tangerang News Portal （页面存档备份，存于）
- （印尼文）Great South Tangerang
- （印尼文）A news article in tempointeraktif.com （页面存档备份，存于）
- （印尼文）A news article in kontan.co.id
- （印尼文）A news article in beritasore.com
- （印尼文）The First News Portal of South Tangerang
- （印尼文）Biography of The Mayor
- （印尼文）South Tangerang Staffing Education and Training Agency （页面存档备份，存于）

6°17′20″S 106°43′05″E / 6.28889°S 106.71806°E